# Попа, Лоредан
Лоредан По́па (рум. Loredan Popa; 15 июля 1980, Васлуй) — румынский гребец-каноист, выступал за сборную Румынии в середине 2000-х годов. Двукратный чемпион мира, дважды чемпион Европы, победитель многих регат национального и международного значения.

## Биография
Лоредан Попа родился 15 июля 1980 года в городе Васлуй. Активно заниматься греблей начал в раннем детстве, проходил подготовку в Бухаресте, состоял в столичном спортивном обществе «Динамо».
Первого серьёзного успеха на взрослом международном уровне добился в 2005 году, когда попал в основной состав румынской национальной сборной и побывал на чемпионате Европы в польской Познани, откуда привёз награды золотого и бронзового достоинства, выигранные в зачёте четырёхместных каноэ на дистанциях 500 и 1000 метров соответственно. Кроме того в этом сезоне выступил на чемпионате мира в хорватском Загребе, где в тех же дисциплинах получил золотую и серебряную медали.
В 2006 году Попа добавил в послужной список золотую медаль, завоёванную на европейском первенстве в чешском Рачице в четвёрках на пятистах метрах, а также бронзовую медаль, добытую на мировом первенстве в венгерском Сегеде опять же в четвёрках на пятистах метрах. Последний раз показал сколько-нибудь значимые результаты на международной арене в сезоне 2007 года, когда на чемпионате мира в немецком Дуйсбурге одержал победу в километровой гонке четырёхместных экипажей и получил бронзу в полукилометровой гонке четырёхместных экипажей. Вскоре по окончании этих соревнований принял решение завершить карьеру профессионального спортсмена, уступив место в сборной молодым румынским гребцам.